# Giải bóng đá hạng nhất quốc gia 2018 (kết quả chi tiết)
Dưới đây là kết quả các trận đấu tại Giải Bóng đá hạng Nhất Quốc gia – An Cường 2018, mùa giải lần thứ 24 của giải hạng Nhất. Mùa giải bắt đầu khởi tranh từ ngày 14 tháng 4 và kết thúc vào ngày 29 tháng 9 năm 2018. Mùa giải có sự góp mặt của 10 Câu lạc bộ bóng đá.

## Thông tin giải đấu
V.League 2 năm 2018 gồm 10 câu lạc bộ bóng đá nghiệp dư, bán chuyên nghiệp ở Việt Nam tham dự, bao gồm: Bình Phước, Đắk Lắk, Đồng Tháp, Huế, Fico Tây Ninh, Long An, Viettel, Hà Nội B, Công An Nhân Dân, Bình Định TMS.
Ngày 2 tháng 4 năm 2018, tại trụ sở Liên đoàn bóng đá Việt Nam (VFF), lớp tập huấn trọng tài Hạng Nhất Quốc gia năm 2018 đã chính thức khai mạc với sự tham dự của 55 Trọng tài, Trợ lý trọng tài trên Sân vận động Hàng Đẫy tại Hà Nội. Đáng tiếc, Trợ lý trọng tài Dương Ngọc Tân qua đời ở tuổi 37 vì bị đột quỵ trong buổi kiểm tra.
Ngày 9 tháng 4 năm 2018, Tổng Giám đốc VPF đó là ông Trần Anh Tú đã ký quyết định số 18/QĐ-VPF về việc ban hành Điều lệ và Lịch thi đấu giải Bóng đá hạng Nhất Quốc gia - An Cường 2018.
Quy tắc xếp hạng ở V.League 2 năm 2018: 1) Tổng số điểm; 2) Số điểm đối đầu; 3) Hiệu số bàn thắng bại đối đầu; 4) Số bàn thắng đối đầu; 5) Bàn thắng sân khách đối đầu; 6) Hiệu số bàn thắng bại; 7) Số bàn thắng; 8) Bàn thắng sân khách; 9) Play-off.
Kết thúc Giải, Câu lạc bộ xếp thứ Nhất được thăng hạng, chuyển lên thi đấu tại giải V-League 1 năm 2019. Câu lạc bộ xếp thứ Nhì sẽ thi đấu trận Play off với Câu lạc bộ xếp thứ 13 tại giải V-League 1 năm 2018. Câu lạc bộ thắng được quyền tham dự Giải V-league 1 năm 2019. Câu lạc bộ thua sẽ thi đấu ở Giải V-League 2 năm 2019. Câu lạc bộ xếp hạng thấp nhất sẽ phải xuống thi đấu tại Giải Hạng nhì 2019.
Các kênh truyền hình trực tiếp: VTVCab, BPTV, THTN.
Nhà tài trợ chính cho giải đấu hiện nay là Công ty Cổ phần Gỗ An Cường.

## Vòng 1
Ngày 14 tháng 4 năm 2018, các trận đấu thuộc vòng 1 giải bóng đá Hạng nhất Quốc gia - An Cường 2018 bắt đầu khởi tranh những trận đấu đầu tiên của mùa giải. Sân vận động Tự Do ở Huế là nơi diễn ra Lễ khai mạc chính thức của Giải, với cặp đối đầu Huế - Đồng Tháp. Câu lạc bộ Viettel nổi lên là ứng viên hàng đầu cho việc chạy đua giành tấm vé lên thẳng V.League 1 mùa 2019. Cả Viettel lẫn Hà Nội B đều đăng ký một sân thi đấu chung đó là Sân vận động Hàng Đẫy tuy nhiên kết quả cuối cùng chỉ là tỷ số hòa 1-1. Tỷ số 1-1 cũng là kết quả của trận đấu giữa Long An – Bình Phước. chỉ có  Bình Định và Đăk Lăk giữ trọn 3 điểm trong trận đấu mở màn trên sân nhà. Đáng chú ý nhất là chiến thắng 3-0 của Đăk Lăk trước đội khách XM Fico Tây Ninh.
| 14 tháng 4 năm 2018 | Đắk Lắk                                                                     | 1–0      | Fico Tây Ninh | Sân vận động Buôn Ma Thuột                    |  |
| 15:30               | Nguyễn Hồng Quân (9) 3' · Lương Quốc Thắng (23) 62' · Y Thăng Êban (10) 68' | Chi tiết |               | Lượng khán giả: 2.000 Trọng tài: Lê Lưu Quang |  |

| 14 tháng 4 năm 2018 | Huế                                | 1–1      | Đồng Tháp               | Sân vận động Tự Do                                |  |
| 15:30               | Nguyễn Đồng Tháp (66) 68' (ph.l.n) | Chi tiết | Hồ Trường Khang (3) 86' | Lượng khán giả: 2.500 Trọng tài: Nguyễn Hoàng Anh |  |

| 14 tháng 4 năm 2018 | Bình Định           | 1–0      | Công An Nhân Dân | Sân vận động Quy Nhơn                            |  |
| 16:00               | Nguyễn Lam (18) 60' | Chi tiết |                  | Lượng khán giả: 4.000 Trọng tài: Nguyễn Hữu Tuấn |  |

| 14 tháng 4 năm 2018 | Viettel                | 1–1      | Hà Nội B             | Sân vận động Hàng Đẫy                         |  |
| 17:00               | Dương Văn Hào (23) 35' | Chi tiết | Trần Đức Nam (5) 63' | Lượng khán giả: 4.000 Trọng tài: Vũ Phúc Hoan |  |

| 14 tháng 4 năm 2018 | Long An                 | 1–1      | Bình Phước            | Sân vận động Long An                         |  |
| 17:00               | Nguyễn Tuấn Anh (9) 18' | Chi tiết | Dương Văn An (92) 48' | Lượng khán giả: 800 Trọng tài: Đặng Đức Toàn |  |

## Vòng 2
Ngày 20 tháng 4 năm 2018, trận đấu sớm vòng 2 giải bóng đá Hạng nhất Quốc gia - An Cường 2018.
| 20 tháng 4 năm 2018 | Đồng Tháp                                                                   | 2–0      | Bình Định | Sân vận động Cao Lãnh                          |  |
| 16:00               | Nguyễn Công Thành (9) 59' · Dương Văn Hòa (7) 67' · Nguyễn Quí Sửu (12) 23' | Chi tiết |           | Lượng khán giả: 2.000 Trọng tài: Đặng Đức Toàn |  |

Ngày 21 tháng 4 năm 2018, diễn ra ba trận đấu vòng 2 giải bóng đá Hạng nhất Quốc gia - An Cường 2018.
| 21 tháng 4 năm 2018 | Công An Nhân Dân         | 1–0      | Đắk Lắk | Sân vận động Thanh Trì                        |  |
| 15:30               | Nguyễn Văn Việt (24) 78' | Chi tiết |         | Lượng khán giả: 500 Trọng tài: Ngô Mạnh Cường |  |

| 21 tháng 4 năm 2018 | Bình Phước | 0–2      | Viettel                                            | Sân vận động Bình Phước                         |  |
| 15:30               |            | Chi tiết | Dương Văn Hào (23) 59' · Nguyễn Hoàng Đức (98) 63' | Lượng khán giả: 1.000 Trọng tài: Đặng Quốc Dũng |  |

| 21 tháng 4 năm 2018 | Fico Tây Ninh                                | 2–0      | Huế | Sân vận động Tây Ninh                           |  |
| 16:30               | Lê Đức Tài (10) 9' · Trần Đức Trung (19) 80' | Chi tiết |     | Lượng khán giả: 1.200 Trọng tài: Nguyễn Văn Tạo |  |

Ngày 8 tháng 5 năm 2018, diễn ra trận đấu bù vòng 2 giải bóng đá Hạng nhất Quốc gia - An Cường 2018.
| 8 tháng 5 năm 2018 | Hà Nội B               | 1–1      | Long An               | Sân vận động Hàng Đẫy  |  |
| 17:00              | Trần Văn Công (37) 69' | Chi tiết | Đỗ Thanh Sang (68) 7' | Trọng tài: Lê Đức Cảnh |  |

## Vòng 3
Các trận đấu vòng 3 giải bóng đá Hạng nhất Quốc gia - An Cường 2018 được diễn ra trong hai ngày 4 tháng 5 và 5 tháng 5 năm 2018.
| 4 tháng 5 năm 2018 | Huế                                                         | 2–0      | Công An Nhân Dân        | Sân vận động Tự Do                            |  |
| 15:30              | Nguyễn Công Nhật (11) 42' · Đặng Văn Anh Phi Pha (22) 90+3' | Chi tiết | Bùi Văn Đức (4) 63' 73' | Lượng khán giả: 1500 Trọng tài: Mai Xuân Hùng |  |

| 4 tháng 5 năm 2018 | Bình Phước                                   | 2–2      | Hà Nội B                                                                            | Sân vận động Bình Phước                      |  |
| 16:30              | Bùi Xuân Quý (19) 28' · Ngô Viết Phú (5) 69' | Chi tiết | Nguyễn Tuấn Anh (15) 37' · Đào Văn Nam (17) 45+1' · Bùi Hoàng Việt Anh (20) 21' 58' | Lượng khán giả: 200 Trọng tài: Nguyễn Anh Vũ |  |

| 4 tháng 5 năm 2018 | Viettel                     | 1–1      | Long An                                   | Sân vận động Hàng Đẫy                            |  |
| 17:00              | Nguyễn Hoàng Đức (98) 45+3' | Chi tiết | Lâm Hải Đăng (19) 16' · Hà Vũ Em (23) 31' | Lượng khán giả: 2000 Trọng tài: Hoàng Thanh Bình |  |

| 5 tháng 5 năm 2018 | Đắk Lắk | 0–0      | Đồng Tháp | Sân vận động Buôn Ma Thuột                   |  |
| 15:30              |         | Chi tiết |           | Lượng khán giả: 2000 Trọng tài: Ngô Đức Việt |  |

| 5 tháng 5 năm 2018 | Fico Tây Ninh                                 | 2–0      | Bình Định                  | Sân vận động Tây Ninh                          |  |
| 16:30              | Lê Đức Tài (10) 51' · Trần Minh Lợi (9) 90+4' | Chi tiết | Nguyễn Công Huy (15) 90+3' | Lượng khán giả: 1500 Trọng tài: Nguyễn Văn Tạo |  |

## Vòng 4
Các trận đấu vòng 4 giải bóng đá Hạng nhất Quốc gia - An Cường 2018 được diễn ra trong hai ngày 18 tháng 5 và 19 tháng 5 năm 2018.
| 18 tháng 5 năm 2018 | Bình Định TMS | 0–1      | Viettel                 | Sân vận động Quy Nhơn                        |  |
| 16:00               |               | Chi tiết | Bùi Quang Khải (10) 19' | Lượng khán giả: 5.000 Trọng tài: Hà Văn Thức |  |

| 18 tháng 5 năm 2018 | Hà Nội B | 0–3      | Huế                          | Sân vận động Hàng Đẫy                        |  |
| 17:00               |          | Chi tiết | Trần Thành (9) 29', 32', 44' | Lượng khán giả: 300 Trọng tài: Lê Thanh Tùng |  |

| 19 tháng 5 năm 2018 | Công An Nhân Dân       | 1–1      | Bình Phước            | Sân vận động Thanh Trì                        |  |
| 15:30               | Đồng Văn Đoàn (12) 79' | Chi tiết | Bùi Xuân Quý (19) 14' | Lượng khán giả: 1.000 Trọng tài: Vũ Phúc Hoan |  |

| 19 tháng 5 năm 2018 | Đồng Tháp                      | 1–0      | Fico Tây Ninh | Sân vận động Cao Lãnh                          |  |
| 16:00               | Trương Huỳnh Anh Khoa (23) 54' | Chi tiết |               | Lượng khán giả: 2.000 Trọng tài: Đặng Đức Toàn |  |

| 19 tháng 5 năm 2018 | Long An                 | 1–0      | Đắk Lắk | Sân vận động Long An                         |  |
| 17:00               | Nguyễn Tuấn Anh (9) 45' | Chi tiết |         | Lượng khán giả: 600 Trọng tài: Trần Văn Khỏe |  |

## Vòng 5
Các trận đấu vòng 5 giải bóng đá Hạng nhất Quốc gia - An Cường 2018 được diễn ra trong ba ngày 25 tháng 5, 26 tháng 5 và 27 tháng 5 năm 2018.
| 25 tháng 5 năm 2018 | Đồng Tháp                       | 1–0      | Công An Nhân Dân | Sân vận động Cao Lãnh                         |  |
| 16:00               | Nguyễn Thiện Chí (11) 4' (ph.đ) | Chi tiết |                  | Lượng khán giả: 3.000 Trọng tài: Ngô Đức Việt |  |

| 25 tháng 5 năm 2018 | Fico Tây Ninh | 0–2      | Hà Nội B                                     | Sân vận động Tây Ninh                                  |  |
| 16:30               |               | Chi tiết | Phạm Tuấn Hải (10) 42' · Ma Văn Tuấn (8) 59' | Lượng khán giả: 1.500 Trọng tài: Nguyễn Đinh Tiến Dũng |  |

| 26 tháng 5 năm 2018 | Bình Định TMS | 0–0      | Bình Phước | Sân vận động Quy Nhơn                            |  |
| 16:00               |               | Chi tiết |            | Lượng khán giả: 2.000 Trọng tài: Nguyễn Hữu Tuấn |  |

| 26 tháng 5 năm 2018 | Huế                       | 1–1      | Long An                 | Sân vận động Tự Do                           |  |
| 16:30               | Trần Thành (9) 60' (ph.đ) | Chi tiết | Nguyễn Tuấn Anh (9) 30' | Lượng khán giả: 2.500 Trọng tài: Đỗ Văn Hiếu |  |

| 27 tháng 5 năm 2018 | Viettel                                        | 2–0      | Đắk Lắk | Sân vận động Hàng Đẫy                           |  |
| 17:00               | Bùi Tiến Dũng (4) 15' · Bùi Duy Thường (7) 48' | Chi tiết |         | Lượng khán giả: 1.500 Trọng tài: Ngô Mạnh Cường |  |

## Vòng 6
Các trận đấu vòng 6 giải bóng đá Hạng nhất Quốc gia - An Cường 2018 được diễn ra trong hai ngày 1 tháng 6 và 2 tháng 6 năm 2018.
| 1 tháng 6 năm 2018 | Hà Nội B                                                                                              | 5–1      | Bình Định TMS            | Sân vận động Hàng Đẫy                           |  |
| 17:00              | Đào Văn Nam (17) 14' · Phạm Tuấn Hải (10) 49', 52' · Trần Đức Nam (5) 63' · Nguyễn Trung học (88) 78' | Chi tiết | Nguyễn Công Huy (15) 20' | Lượng khán giả: 500 Trọng tài: Nguyễn Hoàng Anh |  |

| 1 tháng 6 năm 2018 | Long An                                           | 2–1      | Fico Tây Ninh            | Sân vận động Long An                            |  |
| 17:00              | Nguyễn Tuấn Anh (9) 59' · Lâm Hải Đăng (19) 90+1' | Chi tiết | Hoàng Ngọc Hùng (22) 73' | Lượng khán giả: 1.000 Trọng tài: Nguyễn Văn Tạo |  |

| 2 tháng 6 năm 2018 | Đắk Lắk                                                                                | 3–3      | Huế                                                                             | Sân vận động Buôn Ma Thuột                  |  |
| 15:30              | Nguyễn Quốc Thanh (20) 58' · Huỳnh Kim Hùng (16) 61' · Lương Thanh Ngọc Lâm (34) 90+4' | Chi tiết | Nguyễn Quốc Thanh (20) 32' (ph.l.n) · Võ Lý (8) 64' · Trương Đình Nhân (17) 72' | Lượng khán giả: 500 Trọng tài: Lê Lưu Quang |  |

| 2 tháng 6 năm 2018 | Công An Nhân Dân | 0–4      | Viettel | Sân vận động Thanh Trì                        |  |
| 15:30              |                  | Chi tiết | Bùi Văn Đức (4) 15' (ph.l.n) · Trần Văn Trung (22) 27' · Nguyễn Đức Hoàng Minh (17) 43' · Trần Ngọc Sơn (9) 83' | Lượng khán giả: 1.000 Trọng tài: Vũ Phúc Hoan |  |

| 2 tháng 6 năm 2018 | Bình Phước            | 1–0      | Đồng Tháp | Sân vận động Bình Phước                      |  |
| 16:30              | Lê Hữu Thắng (16) 26' | Chi tiết |           | Lượng khán giả: 800 Trọng tài: Lê Khắc Thành |  |

## Vòng 7
Các trận đấu vòng 7 giải bóng đá Hạng nhất Quốc gia - An Cường 2018 được diễn ra trong hai ngày 8 tháng 6 và 9 tháng 6 năm 2018.
| 8 tháng 6 năm 2018 | Bình Định TMS                                                                    | 4–0      | Long An | Sân vận động Quy Nhơn                        |  |
| 16:00              | Lê Thành Phát (27) 48', 89' · Lê Thanh Phong (7) 57' · Lê Vũ Quốc Nhật (6) 90+4' | Chi tiết |         | Lượng khán giả: 2.000 Trọng tài: Đỗ Văn Hiếu |  |

| 8 tháng 6 năm 2018 | Huế                  | 1–3      | Viettel                                                | Sân vận động Tự Do                          |  |
| 16:30              | Võ Văn Minh (39) 85' | Chi tiết | Nguyễn Hoàng Đức (98) 28', 54' · Trần Ngọc Sơn (9) 41' | Lượng khán giả: N/A Trọng tài: Lê Lưu Quang |  |

| 8 tháng 6 năm 2018 | Fico Tây Ninh          | 1–1      | Công An Nhân Dân      | Sân vận động Tây Ninh                          |  |
| 16:30              | Lâm Văn Ngoan (15) 43' | Chi tiết | Chu Văn Kiên (19) 64' | Lượng khán giả: 1.000 Trọng tài: Trần Văn Điền |  |

| 9 tháng 6 năm 2018 | Đắk Lắk                                                                | 5–0      | Bình Phước | Sân vận động Buôn Ma Thuột                     |  |
| 15:30              | Y Thăng Êban (10) 4' (ph.đ), 56', 80' · Lương Quốc Thắng (23) 58', 74' | Chi tiết |            | Lượng khán giả: 1.500 Trọng tài: Mai Xuân Hùng |  |

| 9 tháng 6 năm 2018 | Hà Nội B                                      | 2–0      | Đồng Tháp | Sân vận động Hàng Đẫy                           |  |
| 17:00              | Phạm Tuấn Hải (10) 75' · Trần Đức Nam (5) 80' | Chi tiết |           | Lượng khán giả: 500 Trọng tài: Hoàng Thanh Bình |  |

## Vòng 8
Các trận đấu vòng 8 giải bóng đá Hạng nhất Quốc gia - An Cường 2018 được diễn ra trong hai ngày 15 tháng 6 và 16 tháng 6 năm 2018.
| 15 tháng 6 năm 2018 | Đồng Tháp | 3–1      | Long An | Sân vận động Cao Lãnh |  |
| 16:00               |           | Chi tiết |         |                       |  |

| 15 tháng 6 năm 2018 | Bình Định TMS | 3–2      | Đắk Lắk | Sân vận động Quy Nhơn |  |
| 16:00               |               | Chi tiết |         |                       |  |

| 16 tháng 6 năm 2018 | Công An Nhân Dân | 3–4      | Hà Nội B | Sân vận động Thanh Trì |  |
| 15:30               |                  | Chi tiết |          |                        |  |

| 16 tháng 6 năm 2018 | Bình Phước | 1–1      | Huế | Sân vận động Bình Phước |  |
| 16:30               |            | Chi tiết |     |                         |  |

| 16 tháng 6 năm 2018 | Viettel | 5–1      | Fico Tây Ninh | Sân vận động Hàng Đẫy |  |
| 17:00               |         | Chi tiết |               |                       |  |

## Vòng 9
Các trận đấu vòng 9 giải bóng đá Hạng nhất Quốc gia - An Cường 2018 được diễn ra trong ba ngày 21 tháng 6, 22 tháng 6 và 23 tháng 6 năm 2018.
| {{{ngày}}} | {{{đội 1}}} | v | {{{đội 2}}} | {{{sân vận động}}} |  |
|            |             |   |             |                    |  |

| {{{ngày}}} | {{{đội 1}}} | v | {{{đội 2}}} | {{{sân vận động}}} |  |
|            |             |   |             |                    |  |

| {{{ngày}}} | {{{đội 1}}} | v | {{{đội 2}}} | {{{sân vận động}}} |  |
|            |             |   |             |                    |  |

| {{{ngày}}} | {{{đội 1}}} | v | {{{đội 2}}} | {{{sân vận động}}} |  |
|            |             |   |             |                    |  |

| {{{ngày}}} | {{{đội 1}}} | v | {{{đội 2}}} | {{{sân vận động}}} |  |
|            |             |   |             |                    |  |

## Play-off thăng hạng
| Play-off | Đội xếp thứ 13 V-League 1 | v        | Đội xếp thứ 2 V-League 2 |  |
|          |                           | Chi tiết |                          |  |